# Joachim Pissarro
Pour les articles homonymes, voir Pissarro.
Joachim Pissarro, né en 1959 à Caen (France), est un conservateur et historien de l'art américain, aussi théoricien, éducateur et directeur des galeries du Hunter College et professeur Bershad d'histoire de l'art au Hunter College de la City University de New York,,.
Joachim Pissarro a été conservateur au département de peinture et de sculpture du Museum of Modern Art de 2003 à 2007.

## Biographie
Joachim Pissarro naît en 1959 à Caen, dans le Calvados, en Normandie. Il est l'arrière-petit-fils du peintre impressionniste Camille Pissarro. Il a passé une grande partie de son enfance en Suisse Normande auprès de ses grands-parents entouré d'art et d'artistes. Pissarro étudie la philosophie à la Sorbonne et obtient une maîtrise du Courtauld Institute of Art de Londres. En 2001, il obtient son doctorat en histoire de l'art à l'Université du Texas à Austin. Sa thèse s'intitule : « Individualisme et intersubjectivité dans le modernisme : deux études de cas d'échanges artistiques. Camille Pissarro (1830-1903) et Paul Cézanne (1839-1906) : Robert Rauschenberg (1925- ) et Jasper Johns (1930- ) ».

## Carrière
En 1983, Pissarro commence à travailler sur le Catalogue Raisonné de Camille Pissarro sous la direction de John Rewald. En 1984, Pissarro est directeur des peintures et sculptures modernes impressionnistes pour la maison de vente aux enchères Phillips à Londres. Il fonde aussi le département de peinture impressionniste moderne au département de New York.

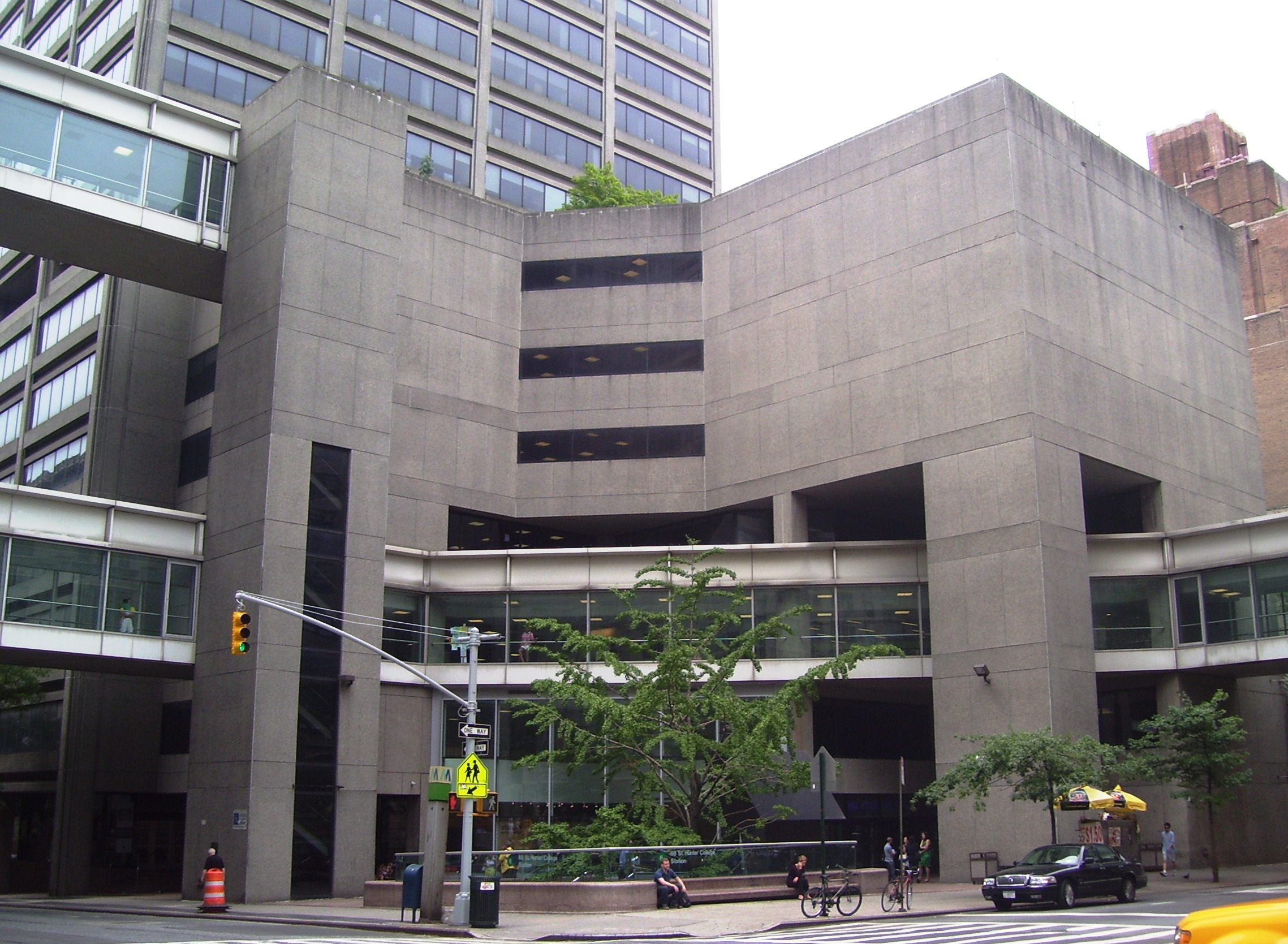
Pissarro a étudié au Hunter College : ici, les bâtiments ouest (arrière-plan) et est.

En 1999, il a travaillé comme professeur invité à l'Université de Sydney et à l'Université de Melbourne et a dirigé un séminaire sur la Triennale Asie-Pacifique à la Brisbane Art Gallery.
De 1997 à 2000, Pissarro a été conservateur Seymour H. Knox Jr. de l'art européen et contemporain à la galerie d'art de l'université Yale et professeur adjoint au département d'histoire de l'art. Les expositions organisées à Yale comprennent « Jasper Johns Recent Paintings » (avec Richard Field et Gary Garrels, 2000) ; « After looking at Chinese Rocks: Brice Marden: Work in Progress » (1999), et « Post-Modern Transgressions » (1999).

## Vie personnelle
Pissarro est l'arrière-petit-fils de Camille Pissarro,, peintre clé du mouvement impressionniste et le seul artiste à avoir vu ses œuvres exposées dans les huit expositions impressionnistes de Paris. Camille Pissarro a été le mentor d'artistes tels que Georges Seurat, Paul Cézanne, Vincent van Gogh et Paul Gauguin.

### Wild Art
Pissarro et le critique d'art David Carrier, tous deux issus de la philosophie, ont coécrit un livre intitulé Wild Art (Phaidon Press), paru le 14 octobre 2013,,.
Le livre comprend dix chapitres d'environ 50 œuvres chacun présentant des genres artistiques alternatifs tels que le street art, l'art culinaire, l'art minuscule, les sculptures de glace et de sable,. Carrier et Pissarro explorent des œuvres d'art qui ont une notoriété en dehors du monde du grand art et, selon Huck Magazine, plaident « pour la reconnaissance des œuvres d'art réalisées et exposées loin des sentiers battus ».
Pissarro et Carrier se sont en partie inspirés de l'exposition Art in the Streets (2011) au Museum of Contemporary Art de Los Angeles, qui est la première fois qu'un grand musée d'art américain organisait des expositions de street art et de graffitis,,. Ils ont inventé le terme Wild Art  (« art sauvage ») pour désigner le monde de l'art au-delà du monde de l'art établi. L'art sauvage est l'équivalent de ce que nous appelons les animaux ou les plantes sauvages par opposition aux animaux ou aux plantes domestiques.

## Publications
- Avec David Carrier, Wild Art[17],[22],[23].
- « Monet / Pissarro in the 1890s : Serial Racing », in: Pissarro, Museo Thyssen-Bornemisza, Madrid, 2013
- « Jeff Koons's Antiquity Series—A Reflection on Acceptance », in: Jeff Koons : The Painter, an exhibition co-curated by Pissarro, at the Schirn Kunsthalle, Frankfurt, summer 2012
- « Jeff Koons at Almine Rech », « Joachim Pissarro in conversation with Jeff Koons » et « Jeff Koons: Humankind Before All », in: Jeff Koons, Almine Rech Gallery, Brussels, 2012
- "Cézanne et Pissarro: Esthétiques de la Résistance / Résistances à toute Esthétique", Cézanne et Paris, Musée du Luxembourg, Paris, 2011
- "The Love of Painting" (with Mara Hoberman), Robert Indiana: Rare Works from 1959 on Coenties Slip, Galerie Gmurzynska, Zurich, 2011
- "A Sea of Meanings: Drawings by Robert Morris", Robert Morris: Drawings 1961, Craig F. Starr Gallery, New York, 2011
- "Reality Show," (with Mara Hoberman), Marc Quinn: Allanah, Buck, Catman, Chelsea, Michael, Pamela and Thomas, White Cube, London, 2010
- "Joseph Beuys: Set Between One and All", Joseph Beuys: Make the Secrets Productive, PaceWildenstein, New York, 2010
- "A conversation: Tim Eitel and Joachim Pissarro", Tim Eitel, Invisible Forces, PaceWildenstein, New York, 2010
- "Le de Kooning tardif" in Deadline, Musée d'Art moderne de la Ville, Paris-Musées, Paris, 2009
- Representing Limitlessness: Rachel Howard's Via Dolorosa: Truth is Repetition," in Rachel Howard, Repetition is Truth – Via Dolorosa, Murderme Publications, London, 2009
- Vincent van Gogh: the Colors of the Night, with Sjraar van Heugten and Chris Stolwick, co-published by The Museum of Modern Art, New York, and the Van Gogh Museum, Amsterdam, 2008
- "The Night's Thousand Eyes", to: Night: Contemporary Representations of the Night, Hunter College Art Galleries, New York, 2008
- "Late de Kooning" Willem de Kooning 1981–1986, published by L&M Arts, New York, 2007
- Cézanne/Pissarro, Johns/Rauschenberg; Comparative Studies on Intersubjectivity in Modern Art, Cambridge University Press, Cambridge and New York, 2006
- Critical Catalogue of Camille Pissarro's Paintings, Wildenstein Institute, Paris, 2005. (3 volumes) (with Claire Snollaerts)
- Pioneering Modern Painting: Cézanne and Pissarro, The Museum of Modern Art, New York, 2005
- The Thannhauser Collection of the Guggenheim Museum, The Guggenheim Museum, New York, 2001. (with other authors)
- "Jasper Johns's Bridge Paintings Under Construction," in Jasper Johns—New Paintings and Works on Paper, San Francisco Museum of Modern Art, in association with the Yale University Art Gallery, New Haven, 1999
- Introductory essay to Matisse and Picasso, by Yve-Alain Bois, Flammarion, Paris, 1998
- "Robert Indiana: Signs into Art", in Robert Indiana—Rétrospective 1958–1998, Musée d'art moderne etd'art contemporain, Nice, 1998
- Then and Now and Later: Art Since 1945 at Yale, Yale University Art Gallery, New Haven, 1998
- Monet and the Mediterranean, Rizzoli, New York, 1997
- "La Main de Giacometti,", La Main, Institut d'Arts Visuels, Association des Conférences, Orléans, 1996
- "Pissarro in St. Thomas," in Camille Pissarro in the Caribbean, 1850–1855: Drawings from the Collection at Olana, The Hebrew Congregation of St. Thomas, St. Thomas, U.S. Virgin Islands, 1996
- "Pissarro's Memory," in Camille Pissarro: Impressionist Innovator, The Israel Museum, Jerusalem, 1994
- Camille Pissarro, Abrams, New York, 1993
- The Impressionist and the City:  Pissarro's Series Paintings, Yale University Press, New Haven and London, 1992. (with Richard Brettell)
- Camille Pissarro, Rizzoli Art Series, New York, 1992
- "Y a-t-il une mélancolie impressionniste?" in Esthétique et mélancolie, Institut d'Arts Visuels, Association des Conférences, Orléans, 1992
- Catalogue for The Sirak Collection, Columbus Museum of Art, Columbus, Ohio, 1991. (with Richard Brettell)
- Monet's Cathedral, Rouen, 1892–1894, A. Knopf, New York, 1990